# Cabinet suivant du Japon
 (août 2016).
Si vous disposez d'ouvrages ou d'articles de référence ou si vous connaissez des sites web de qualité traitant du thème abordé ici, merci de compléter l'article en donnant les références utiles à sa vérifiabilité et en les liant à la section « Notes et références ».
Le Cabinet suivant (次の内閣, Tsugi no Naikaku), ou Next Cabinet selon la traduction officielle en anglais et raccourci en NC, est le cabinet fantôme formé de 1999 à 2009 et depuis 2012 par le Parti démocrate du Japon (PDJ), principale force d'opposition au Japon durant ces périodes.

## Histoire
Il a été fondé la première fois le 1er octobre 1999 par le nouveau président du parti, Yukio Hatoyama, admirateur du système de Westminster, sur le modèle des Cabinets fantômes des pays anglo-saxons mais aussi de précédentes expériences menées par les principaux partis d'opposition précédents depuis le début des années 1990 : le Shadow Cabinet du PSJ (社会党シャドーキャビネット, Shakaitō Shadō kyabinetto) du Parti socialiste japonais (PSJ) ayant existé de 1991 à 1993 puis le Cabinet de demain (明日の内閣, Asu no Naikaku) du Shinshintō puis du Parti libéral de 1994 à 1999.
Son nom officiel en japonais est dans un premier temps la version en katakana de son nom anglais : Nekusuto Kyabinetto (ネクストキャビネット), pour être transcrit en kanji une fois Naoto Kan revenu à la tête du parti en décembre 2002.

## Fonction
Il s'agit de l'organe de décision politique du parti durant ses passages dans l'opposition, après le Congrès et l'Assemblée générale des parlementaires (qui constituent le « parlement » du mouvement). Il se réunit chaque mercredi dans l'antichambre n°16 de la Diète, traditionnellement dévolue au groupe démocrate.
Il ne s'occupe pas de la gestion du parti, qui revient au bureau (composé essentiellement du président, du secrétaire général, éventuellement du président délégué, du président du Comité de recherche politique et de celui des Affaires de la Diète). Sa création en 1999 visait ainsi à symboliser la volonté du PDJ de rendre le processus de décision politique indépendant du jeu interne au parti, une des principales critiques faites à l'encontre du Parti libéral-démocrate.
Il définit les orientations politiques du parti en concertation avec le comité de recherche politique, les départements et les conseils consultatifs du parti, fait des contre-propositions face aux textes de loi émis par le gouvernement ou plus généralement par la majorité et coordonne les activités législatives des parlementaires démocrates en offrant une aide à la préparation des propositions de loi. Tout ce qui est approuvé par le Cabinet suivant devient officiellement un projet politique pour le parti.

## Composition
Le président du PDJ est le « Premier ministre suivant », chef du Cabinet suivant. Il nomme les « Ministres d'État suivants » parmi les élus du parti à la Diète, avec l'approbation pour chacun d'entre eux de l'Assemblée générale des parlementaires. Chacun de ces « ministres suivants » dirige les départements et organes consultatifs du parti correspondant à leur domaine de compétence, et font aussi partie des commissions de leur chambre à la Diète en rapport avec ces « portefeuilles » (ils étaient même « directeurs en chef », ou 1er vice-présidents, de ces commissions sous le « Cabinet suivant » de Seiji Maehara de 2005 à 2006).
Par convention, le secrétaire général du parti est généralement « ministre suivant sans portefeuille », le président du Comité de recherche politique le « Secrétaire général du Cabinet suivant ». Et si un président délégué a été nommé au sein du PDJ, il devient alors « vice-Premier ministre suivant ».
Les « portefeuilles suivants » répondent généralement à ceux du Cabinet officiel, mais avec parfois des terminologies particulières, voire des postes supplémentaires ou d'autres cumulés, ce qui fait que leur nombre peut dépasser (ou être inférieur) à celui imposé par la loi pour le gouvernement. Enfin, la composition d'un « Cabinet suivant » ne traduit pas celle du futur gouvernement composé par le parti une fois celui-ci arrivé au pouvoir. Ainsi, après les élections législatives du 30 août 2009, le nouveau Premier ministre Yukio Hatoyama n'a nommé le 16 septembre suivant dans son administration que six des vingt membres de son dernier Cabinet suivant dont quatre aux mêmes postes (Yukio Hatoyama comme Premier ministre, Naoto Kan comme vice-Premier ministre, Kazuhiro Haraguchi aux Affaires intérieures et Akira Nagatsuma aux Retraites) et deux à d'autres fonctions (Katsuya Okada, qui était « ministre suivant sans portefeuille », prend en main les Affaires étrangères et Masayuki Naoshima, qui était « Secrétaire général du Cabinet suivant » et « ministre suivant des Affaires étrangères », obtient l'Économie, le Commerce et l'Industrie).

## Premier Cabinet suivant Kaieda (28 décembre 2012 - 18 septembre 2014)

### Cabinet suivant Kaieda initial (28 décembre 2012 - 17 septembre 2013)
Le 28 décembre 2012, le nouveau président du PDJ, Banri Kaieda, élu le 25 décembre précédent à la suite de l'importante défaite du parti aux élections législatives de la semaine précédente, présente son Cabinet suivant.
| fonction | Personnalité       | Faction                           | Diète         | Circonscription                      | Ministres contrés                                                       |
| --- | ------------------ | --------------------------------- | ------------- | ------------------------------------ | ----------------------------------------------------------------------- |
| Premier ministre suivant | Banri Kaieda       | ex-Ozawa/ex-Hatoyama              | Représentant  | Tokyo (proportionnelle)              | Shinzō Abe                                                              |
| Vice-Premier ministre suivant | Akihiro Ōhata      | ex-Kano                           | Représentant  | Ibaraki (5e district)                | Tarō Asō                                                                |
| Secrétaire général du Cabinet suivant | Mitsuru Sakurai    | Kan                               | Conseiller    | Préfecture de Miyagi                 | Yoshihide Suga                                                          |
| Ministre d'État suivant sans portefeuille | Gōshi Hosono       | Maehara/ex-Ozawa                  | Représentant  | Shizuoka (5e district)               | -                                                                       |
| Ministre suivant des Finances et des Services financiers | Seiji Maehara      | Maehara                           | Représentant  | Kyoto (2e district)                  | Tarō Asō                                                                |
| Ministre suivant des Affaires intérieures et des Communications et de la Réforme de la souveraineté régionale                                                   | Kazuhiro Haraguchi | Haraguchi/Hata                    | Représentant  | Kyūshū (proportionnelle)             | Yoshitaka Shindō                                                        |
| Ministre suivant de la Justice | Kiyoshige Maekawa  | Kan                               | Conseiller    | Préfecture de Nara                   | Sadakazu Tanigaki                                                       |
| Ministre suivant des Affaires étrangères | Tsuyoshi Yamaguchi | Hata/ex-Ozawa/Genba               | Représentant  | Hyōgo (12e district)                 | Fumio Kishida                                                           |
| Ministre suivante de l'Éducation, de la Culture, des Sports, des Sciences et de la Technologie                                                                  | Kumiko Hayashi     | Maehara                           | Conseillère   | Préfecture de Shiga                  | Hakubun Shimomura                                                       |
| Ministre suivant de la Santé, du Travail et des Affaires sociales                                                                                               | Kazunori Yamanoi   | Maehara/Kan                       | Représentant  | Kyoto (6e district)                  | Norihisa Tamura                                                         |
| Ministre suivant de l'Économie, du Commerce et de l'Industrie                                                                                                   | Tsutomu Ōkubo      | ex-Hatoyama                       | Conseiller    | Préfecture de Fukuoka                | Toshimitsu Motegi                                                       |
| Ministre suivant de l'Agriculture, des Forêts et de la Pêche | Akira Gunji        | ex-PSJ                            | Conseiller    | Préfecture d'Ibaraki                 | Yoshimasa Hayashi                                                       |
| Ministre suivant du Territoire, des Infrastructures, des Transports et du Tourisme                                                                              | Naoki Tanaka       | ex-Ozawa                          | Conseiller    | Préfecture de Niigata                | Akihiro Ōta                                                             |
| Ministre suivant de l'Environnement et des Accidents nucléaires                                                                                                 | Takashi Shinohara  | Kan/ex-Ozawa/ex-Kano              | Représentant  | Nagano (1er district)                | Nobuteru Ishihara                                                       |
| Ministre suivant de la Défense | Hajime Hirota      | Noda                              | Conseiller    | Préfecture de Kōchi                  | Itsunori Onodera                                                        |
| Ministre suivant de la Reconstruction | Toru Kikawada      | ex-Ozawa                          | Représentant  | Iwate (3e district)                  | Takumi Nemoto                                                           |
| Ministre suivant chargé du Bureau du Cabinet | Takeaki Matsumoto  | ex-Tarutoko/ex-Ozawa              | Représentant  | Hyōgo (11e district)                 | Yoshihide Suga                                                          |
| Ministre d'État suivant pour la Commission nationale de sécurité publique, pour la Question des Enlèvements et la Gestion des catastrophes                      | Shū Watanabe       | Maehara                           | Représentant  | Shizuoka (6e district)               | Keiji Furuya                                                            |
| Ministre d'État suivant pour Okinawa et les Territoires du Nord                                                                                                 | Yukio Ubukata      | ex-PSJ/Kondō/ex-Kano              | Représentant  | Sud-Kantō (proportionnelle)          | Ichita Yamamoto                                                         |
| Ministre d'État suivant à la Dénatalité, à l'Égalité sociale et des sexes, aux Consommateurs et à la Sécurité alimentaire                                       | Makiko Kikuta      | ex-PDS/ex-Ozawa/ex-Sakihito Ozawa | Représentante | Hokuriku-Shin'etsu (proportionnelle) | Masako Mori                                                             |
| Ministre d'État suivant à la Renaissance économique, à la Politique scientifique et technologique, à la Politique spatiale, aux TIC et à la Politique océanique | Tetsurō Fukuyama   | Maehara                           | Conseiller    | Kyoto                                | Akira Amari (Renaissance économique) Ichita Yamamoto (Autres fonctions) |
| Ministre d'État suivant à la Réforme administrative, à la Réforme de la fonction publique et à la Réforme réglementaire                                         | Renhō              | Noda                              | Conseillère   | Tokyo                                | Tomomi Inada                                                            |

### Cabinet suivant Kaieda remanié (17 septembre 2013 - 18 septembre 2014)
| fonction | Personnalité          | Faction              | Diète        | Circonscription              | Ministres contrés                                                       |
| --- | --------------------- | -------------------- | ------------ | ---------------------------- | ----------------------------------------------------------------------- |
| Premier ministre suivant | Banri Kaieda          | ex-Ozawa/ex-Hatoyama | Représentant | Tokyo (proportionnelle)      | Shinzō Abe                                                              |
| Vice-Premier ministre suivant | Yoshiaki Takaki       | ex-PDS/ex-Hatoyama   | Représentant | Kyūshū (proportionnelle)     | Tarō Asō                                                                |
| Secrétaire général du Cabinet suivant | Mitsuru Sakurai       | Kan                  | Conseiller   | Préfecture de Miyagi         | Yoshihide Suga                                                          |
| Ministre d'État, Président du Comité de réflexion sur la Constitution | Yukio Edano           | Maehara/Kan          | Représentant | Saitama (5e district)        | -                                                                       |
| Ministre d'État, Président du Comité de réflexion sur l'Énergie | Masayuki Naoshima     | ex-PDS/ex-Hatoyama   | Conseiller   | Proportionnelle nationale    | -                                                                       |
| Ministre d'État, Président du Comité de réflexion sur la Sécurité | Toshimi Kitazawa      | Hata                 | Conseiller   | Nagano                       | -                                                                       |
| Ministre d'État, Président du Comité de réflexion sur les Réformes administratives et financières Ministre suivant des Finances et des Services financiers               | Seiji Maehara         | Maehara              | Représentant | Kyoto (2e district)          | - Tarō Asō                                                              |
| Ministre d'État, Président du Comité de réflexion sur la Coopération économique et le Renouveau agricole                                                                 | Kōichirō Genba        | Genba                | Représentant | Fukushima (3e district)      | -                                                                       |
| Ministre d'État, Président du Comité de réflexion sur la Sécurité sociale                                                                                                | Akira Nagatsuma       | -                    | Représentant | Tokyo (7e district)          | -                                                                       |
| Ministre suivant des Finances et des Services financiers | Seiji Maehara         | Maehara              | Représentant | Kyoto (2e district)          | Tarō Asō                                                                |
| Ministre suivant des Affaires intérieures et des Communications et de la Réforme de la souveraineté régionale                                                            | Kazuhiro Haraguchi    | Haraguchi/Hata       | Représentant | Kyūshū (proportionnelle)     | Yoshitaka Shindō                                                        |
| Ministre suivant de la Justice | Toshio Ogawa          | Kan                  | Conseiller   | Tokyo                        | Sadakazu Tanigaki                                                       |
| Ministre suivant des Affaires étrangères | Tetsurō Fukuyama      | Maehara              | Conseiller   | Kyoto                        | Fumio Kishida                                                           |
| Ministre suivante de l'Éducation, de la Culture, des Sports, des Sciences et de la Technologie                                                                           | Hirofumi Ryū          | Hosono               | Représentant | Kanagawa (9e district)       | Hakubun Shimomura                                                       |
| Ministre suivant de la Santé, du Travail et des Affaires sociales | Kazunori Yamanoi      | Maehara/Kan          | Représentant | Kyoto (6e district)          | Norihisa Tamura                                                         |
| Ministre suivant de l'Économie, du Commerce et de l'Industrie | Kaname Tajima         | Maehara              | Représentant | Chiba (1er district)         | Toshimitsu Motegi                                                       |
| Ministre suivant de l'Agriculture, des Forêts et de la Pêche | Katsuya Ogawa         | Maehara              | Conseiller   | Hokkaidō                     | Yoshimasa Hayashi                                                       |
| Ministre suivant du Territoire, des Infrastructures, des Transports et du Tourisme                                                                                       | Hajime Hirota         | Noda                 | Conseiller   | Kōchi                        | Akihiro Ōta                                                             |
| Ministre suivant de l'Environnement et des Accidents nucléaires | Mitsuyoshi Yanagisawa | ex-PDS/ex-Hatoyama   | Conseiller   | Proportionnelle nationale    | Nobuteru Ishihara                                                       |
| Ministre suivant de la Défense | Shū Watanabe          | Maehara              | Représentant | Shizuoka (6e district)       | Itsunori Onodera                                                        |
| Ministre suivant chargé du Bureau du Cabinet | Atsushi Ōshima        | Ōhata                | Représentant | Nord-Kantō (proportionnelle) | Yoshihide Suga                                                          |
| Ministre d'État suivant pour la Commission nationale de sécurité publique, pour la Question des Enlèvements et la Gestion des catastrophes                               | Akihisa Nagashima     | -                    | Représentant | Tokyo (21e district)         | Keiji Furuya                                                            |
| Ministre d'État suivant pour Okinawa et les Territoires du Nord | Kenzō Fujisue         | Kan                  | Conseiller   | Proportionnelle nationale    | Ichita Yamamoto                                                         |
| Ministre d'État suivant à la Dénatalité, à l'Égalité sociale et des sexes, aux Consommateurs et à la Sécurité alimentaire                                                | Mieko Kamimoto        | ex-PSJ               | Conseillère  | Proportionnelle nationale    | Masako Mori                                                             |
| Ministre d'État suivant à la Renaissance économique, à la Politique scientifique et technologique, à la Politique spatiale, aux TIC, à la Politique océanique et aux PME | Yōsuke Kondō          | Noda                 | Représentant | Tōhoku (proportionnelle)     | Akira Amari (Renaissance économique) Ichita Yamamoto (Autres fonctions) |
| Ministre d'État suivant à la Réforme de la fonction publique et à la Réforme réglementaire                                                                               | Masao Kobayashi       | ex-PDS/ex-Hatoyama   | Conseiller   | Proportionnelle nationale    | Tomomi Inada                                                            |